# The Platinum Collection (album de Scorpions)
Pour les articles homonymes, voir The Platinum Collection.
Albums de Scorpions
Box of Scorpions
(2004) Taken B Side
(2009)
The Platinum Collection est une compilation de Scorpions sortie le 16 septembre 2008. Cette compilation est composée de trois CD de 16 chansons. Les chansons sont classées dans les trois CD par ordre chronologique.

## CD1 1:07:19
| No  | Titre                      | Paroles | Musique | Album     | Durée |
| --- | -------------------------- | ------- | ------- | --------- | ----- |
| 01. | In Trance                  |         |         | In Trance | 4:42  |
| 02. | Crying Days                |         |         |           | 4:37  |
| 03. | Pictured Life              |         |         |           | 3:21  |
| 04. | He's a Woman - She's a Man |         |         |           | 3:14  |
| 05. | Coast to Coast             |         |         |           | 4:42  |
| 06. | Lovedrive                  |         |         | Lovedrive | 4:51  |
| 07. | Is There Anybody There?    |         |         |           | 4:21  |
| 08. | Holiday                    |         |         |           | 6:34  |
| 09. | Another Piece of Meat      |         |         |           | 3:33  |
| 10. | Make it Real               |         |         |           | 3:52  |
| 11. | The Zoo                    |         |         |           | 5:31  |
| 12. | Hey You                    |         |         |           | 3:48  |
| 13. | Blackout                   |         |         | Blackout  | 3:47  |
| 14. | Can't Live Without You     |         |         |           | 3:44  |
| 15. | Now!                       |         |         |           | 2:32  |
| 16. | Dynamite                   |         |         |           | 4:10  |

## CD2 1:14:29
| No  | Titre                     | Paroles | Musique | Album | Durée |
| --- | ------------------------- | ------- | ------- | ----- | ----- |
| 01. | No One Like You           |         |         |       | 3:54  |
| 02. | Bad Boys Running Wild     |         |         |       | 3:53  |
| 03. | Still Loving You          |         |         |       | 6:08  |
| 04. | Big City Nights           |         |         |       | 4:02  |
| 05. | Rock You Like a Hurricane |         |         |       | 4:10  |
| 06. | Coming Home               |         |         |       | 4:58  |
| 07. | Rhythm of Love            |         |         |       | 3:48  |
| 08. | Believe in Love           |         |         |       | 4:50  |
| 09. | Passion Rules the Game    |         |         |       | 3:59  |
| 10. | Can't Explain             |         |         |       | 3:21  |
| 11. | Living for Tomorrow       |         |         |       | 7:14  |
| 12. | Wind of Change            |         |         |       | 5:10  |
| 13. | Send Me an Angel          |         |         |       | 4:33  |
| 14. | Alien Nation              |         |         |       | 5:43  |
| 15. | No Pain No Gain           |         |         |       | 3:54  |
| 16. | Under the Same Sun        |         |         |       | 4:52  |

## CD3 1:12:39
| No  | Titre                       | Paroles | Musique | Album           | Durée |
| --- | --------------------------- | ------- | ------- | --------------- | ----- |
| 01. | You and I                   |         |         |                 | 6:13  |
| 02. | Does Anyone Know            |         |         |                 | 5:55  |
| 03. | Wild Child                  |         |         |                 | 4:16  |
| 04. | Where the Rive Flows        |         |         |                 | 4:09  |
| 05. | Edge of Time                |         |         |                 | 4:16  |
| 06. | When You Came into My Life  |         |         |                 | 4:23  |
| 07. | A Moment in a Million Years |         |         |                 | 3:38  |
| 08. | 10 Light Years Away         |         |         |                 | 3:52  |
| 09. | Eye to Eye                  |         |         | Eye II Eye      | 5:04  |
| 10. | Mysterious                  |         |         |                 | 5:28  |
| 11. | Aleyah                      |         |         |                 | 4:19  |
| 12. | Moment of Glory             |         |         | Moment of Glory | 5:07  |
| 13. | Here in my Heart            |         |         |                 | 4:20  |
| 14. | When Love Kills Love        |         |         |                 | 3:38  |
| 15. | Deep and Dark               |         |         |                 | 3:37  |
| 16. | Remember the Good Times     |         |         |                 | 4:24  |

Source des titres et durées.